# Bynesets kommun
Bynesets kommun (norska: Byneset kommune) var en kommun i Sør-Trøndelag fylke i Norge. Tätorten Spongdal utgjorde kommunens centralort.

## Administrativ historik
Bynesets kommun upprättades den 1 januari 1838 (som Byneset formannskapsdistrikt) när Formannskapslovene från 1837 trädde i kraft. Kommunen omfattade då den västra delen av nuvarande Trondheims kommun, den östra delen av nuvarande Skauns kommun samt en mindre del av nuvarande Melhus kommun.
1855 bröts Buviks kommun ut ur kommunen som då minskade från 2 950 invånare före delningen till 2 109 invånare efter. Den återstående delen omfattade den västra delen av nuvarande Trondheims kommun (halvön Byneset väster om Leinstrand samt Bymarka).
Den 1 januari 1964 gick Bynesets kommun, tillsammans med kommunerna Leinstrand, Strinda och Tiller, upp i Trondheims kommun. Kommunens hade då 2 049  invånare och en yta på 78,54 kvadratkilometer.